# Карпач, Ежи
Ежи Станислав Карпач (пол. Jerzy Stanisław Karpacz; 20 августа 1946, Кельце — 27 апреля 2021, Кельце) — польский офицер милиции и госбезопасности, последний начальник Службы безопасности МВД ПНР. После смены общественно-политического строя Польши — частнопрактикующий юрист. В 1989—1991 был депутатом сейма.

## Карьера в МВД
Окончил юридический факультет Ягеллонского университета. В 22-летнем возрасте поступил на службу в органы МВД ПНР. С 1968 служил в комендатуре гражданской милиции Кельце. В 1974 переведён в Варшаву. Был инспектором, затем заместителем начальника Следственного бюро, возглавлял Организационно-правовое бюро центрального аппарата МВД в звании подполковника милиции. По ряду сведений, с начала службы в 1968 году сотрудничал с госбезопасностью.
В декабре 1983 года подполковник Карпач участвовал в научной конференции Академии МВД «Идеологические и политические угрозы, создаваемые духовенством Римско-католической церкви». Он прочитал доклад «Преступления духовенства по политическим мотивам в период контрреволюционной угрозы и военного положения 1980—1983». В этом выступлении особо отмечалась роль капеллана Солидарности Ежи Попелушко как врага государства. Менее чем через год ксёндз Попелушко был убит офицерами спецгруппы «D».
В августе 1985 Ежи Карпач в звании полковника был назначен начальником Следственного бюро МВД. Занимал этот пост до конца 1988. В 1985 году получил учёное звание кандидата юридических наук. Состоял в правящей компартии ПОРП. Был отмечен правительственными наградами.

## Депутат сейма
В 1988 году резко обострилась политическая ситуация в Польше. Новая забастовочная волна вынудила руководство ПОРП пойти на конфиденциальные переговоры с «Солидарностью» и провести Круглый стол. Согласно решениям Круглого стола, 4 июня 1989 года в Польше состоялись «полусвободные» выборы. Ежи Карпач был избран в Сейм Республики Польша по списку ПОРП.
Большинство депутатов составляли представители ПОРП, но этого удалось добиться только благодаря договорной квоте. Общественно-политическая обстановка в Польше необратимо изменилась — стало ясно, что значительное большинство поляков поддерживает оппозицию. Частным отражением новой реальности стала полемика Ежи Карпача с депутатом Тадеушем Ковальчиком, активистом Сельской Солидарности.
На заседании 2 августа 1989 Ковальчик огласил список из 93 оппозиционных активистов и священников, убитых карательными органами ПНР. Он предложил создать парламентскую комиссию по расследованию этих убийств. Ежи Карпач стал возражать и назвал выступление Ковальчика «противоречащим элементарным принципам политической культуры».
Этот эпизод был единственным проявлением Карпача в качестве депутата сейма, хотя он оставался парламентарием до выборов 1991 года. Был членом комиссий по законодательству и по администрации и внутренним делам, после роспуска ПОРП состоял в депутатском клубе Союза демократических левых сил.

## Начальник и «могильщик» СБ
В июле 1989 года Ежи Карпач перешёл из Следственного бюро в Службу безопасности МВД ПНР. Вначале он был заместителем начальника СБ Генрика Данковского, а с 1 ноября 1989 — начальником СБ МВД.

Ежи Карпача можно назвать «могильщиком СБ». Он управлял Службой безопасности в состоянии ожидания. В то время они не представляли будущего. Поэтому сосредоточились на сжигании архивов и заметании следов преступлений.

Антоний Дудек, профессор истории, сотрудник Института национальной памяти.

По имеющимся данным, генерал Чеслав Кищак планировал назначение Карпача главой новой посткоммунистической спецслужбы — Управления охраны государства. Однако этот план не удалось реализовать. 1 мая 1990 года Ежи Карпач подал в отставку и ушёл с госслужбы. В истории СБ МВД ПНР полковник Карпач оказался последним начальником.

## Частный юрисконсульт
В Третьей Речи Посполитой Ежи Карпач занялся частной юридической практикой. Работал юрисконсультом военного завода Mesko в Скаржиско-Каменна, потом юрисконсультом варшавского жилищного кооператива Przy Metrze. Зарегистрирован в варшавской палате юрисконсультов, занимал пост вице-президента столичной организации Союза польских юристов.
Ежи Карпач известен как квалифицированный юрист. Отмечалось, что «люди с улицы» и даже рядовые члены кооператива не имеют доступа к его юридическим услугам — Карпач консультирует только руководителей «Przy Metrze».
Антикоммунистические активисты, особенно представители Института национальной памяти, не раз выражали протесты в связи с тем, что деятель репрессивного органа ПНР занимается юридической практикой в новой Польше. Однако Ежи Карпач представил необходимые документы, позволяющие ему продолжать свою деятельность в качестве юрисконсульта.